# Діон Кассій
Діон Кассій (грец. Δίων Κάσσιος, лат. Lucius Claudius Cassius Dio Cocceianus; 155 — бл. 235 р.) — римський консул та історик грецького походження. Автор «Римської історії».

## Біографія
Його батько, Кассій Апроніан, був при Марку Аврелії намісником Далмації і Кілікії. Існує припущення, що Діон був онуком відомого оратора, письменника і філософа Діона Хрисостома. Далеким предком Діона Кассія, можливо, був Кассій Асклепіодот з Нікеї, засланий Нероном і відновлений у правах Гальбою. Деякі представники з роду Кассіїв займали значне становище в Нікеї.
Діон народився в Нікеї (Віфінія) і після отримання риторичної освіти розпочав у 180 р. службову кар'єру. У цьому році він вже перебував у курії під час засідання сенату, коли Коммод виступав з промовою. Про посади Діона до претури нічого не відомо: як й інші діти сенаторів, він міг служити в колегії вігінтівіров, а потім бути квестором, військовим трибуном, або еділом. Він був сенатором, претором у 193 році. Але, незабаром до влади на два місяці прийшов Дідій Юліан, і призначення Діона було на час відкладено. У результаті на посаду він вступив вже при Септимії Севері — в 194(195) році. Після закінчення терміну магістратури він отримав в управління невелику провінцію. У 217 році новий імператор Макрін доручив Діону відновити порядок у містах провінції Азія, Смирні та Пергамі. Незабаром новим імператором став Александр Север, який добре ставився до Діона. Він увійшов до числа найближчих довірених осіб династії Северів і увійшов в імператорську раду (точно не відомо). За правління цього імператора Діон був проконсулом в Африці, легатом у Далмації і Верхньої Паннонії.
Призначався  консулом двічі, разом з Александром Севером — у 229 році. Потім Діон відійшов від громадських справ і виїхав на батьківщину до Віфінії.

## Праці
- Римська історія (Діон Кассій)

## Стиль
Стиль Діона — риторичний, манера викладу — ясна і проста, але наприклад, в описі битви при Каррах деякі воліють звертатися до Плутарха. На «Римську історію» спиралися історик Євстахій з Епіфанії (VI ст.), Іван Антіохійський (VII ст.).
Діон намагався наслідувати Фукідіда в його стилі написання. Стиль Діона, як правило, ясний, хоча і повний латинізмів. Написання було підкріплено набором особистих обставин, в силу чого він мав можливість спостерігати значні події Імперії в першій особі, або мав безпосередній контакт з ключовими фігурами. Він прагне досягти стислості викладу. Діон жив в епоху поширення койне, але він намагався писати на застарілому аттичному діалекті.
Для «Римської історії» характерно дуже багато речей, через які автор нерідко висловлює власні погляди. У цих промовах, побудованих за прикладом Фукідіда, Діон Кассій вдається і до використання риторичних прийомів, хоча зазвичай він використовує їх лише при описі особливо важливих моментів.
Також він використовує багато антитез. При описі імператорської епохи Діон починає більш конкретно описувати характери різних персонажів, особливо імператора.

## Переклади
Існує повний англійський переклад праці Діона Кассія, опублікований у «Loeb Classical Library».

## Твори
Текст та переклад англійською:
- У серії «Loeb Classical Library» твори видано у 9 томах (№ 32, 37, 53, 66, 82, 83, 175, 176, 177)
  - Vol. I. Books I—XI
  - Vol. II. Books XII—XXXV
  - Vol. III. Books XXXVI-XL
  - Vol. IV. Books XLI-XLV
  - Vol. V. Books XLVI-L
  - Vol. VI. Books LI-LV
  - Vol. VII. Books LVI-LX
  - Vol. VIII. Books LXI-LXX
  - Vol. IX. Books LXXI-LXXX

- У серії «Collection Budé» розпочато видання: видані [Архівовано 19 серпня 2011 у Wayback Machine.] 4 томи (кн. 41-42, 45-46, 48-51)

Переклад російською:
- Діон Кассій Коккейян. Історія кесарів. Книги LVII-LXIII «Історії римлян» [Архівовано 5 червня 2016 у Wayback Machine.] / Предмова, переклад з англійської, коментарі В. М. Талаха; під ред. В. М. Талаха і С. А. Купрієнко. — Київ, 2013. — 239 с. — ISBN 978-617-7085-02-6.